# باشگاه فوتبال اولد کارتوسیانس
باشگاه فوتبال اولد کارتوسیانس یک باشگاه فوتبال انجمنی است که بازیکنان آن شاگردان سابق مدرسه چارترهاوس در گودالمینگ، سوری، انگلستان هستند. این باشگاه در سال ۱۸۷۶ تاسیس شد و جام حذفی را در سال ۱۸۸۱ و همچنین جام حذفی آماتور را در سال‌های ۱۸۹۴ و ۱۸۹۷ به دست آورد. این باشگاه در حال حاضر در لیگ آرتورین بازی می‌کند و موفق به کسب دو قهرمانی لیگ و ۳۰ قهرمانی جام آرتور دون شده است.

## بازیکنان تیم ملی انگلیس
- اندرو ایموس
- ویلیام کوبولد
- والتر گیلیات
- ادورد هاگارتی پری
- گیلبرت اسمیت
- موریس استانبرو
- آرتور والترز
- پرسی والترز
- چارلز رفورد-براون

## عنوان‌ها
- جام حذفی: ۱
  - ۱۸۸۱
- جام حذفی جام آماتور: ۲
  - ۱۸۹۴، ۱۸۹۷
- چلنج کاپ آرتور دون: ۳۰
  - ۱۹۰۳، ۱۹۰۴، ۱۹۰۵، ۱۹۰۶، ۱۹۰۸، ۱۹۱۰، ۱۹۲۱، ۱۹۲۲، ۱۹۲۳، ۱۹۳۶، ۱۹۳۹، ۱۹۴۷، ۱۹۴۹، ۱۹۵۱، ۱۹۵۴، ۱۹۶۲، ۱۹۷۷، ۱۹۸۲، ۲۰۰۱، ۲۰۰۶، ۲۰۰۸، ۲۰۰۹، ۲۰۱۱، ۳۰۱۳، ۲۰۱۴، ۲۰۱۵، ۲۰۱۷، ۲۰۱۸، ۲۰۱۹، ۲۰۲۰
- جام حذفی آماتور: ۱
  - ۲۰۱۹
- لیگ آتورین: ۱۴
  - ۱۹۷۹، ۱۹۸۲، ۱۹۸۸، ۲۰۰۶، ۲۰۰۸، ۲۰۰۹، ۲۰۱۱، ۲۰۱۲، ۲۰۱۳، ۲۰۱۴، ۲۰۱۵، ۲۰۱۷، ۲۰۱۹